# Splendeuptychia abrahami
Splendeuptychia abrahami är en fjärilsart som beskrevs av Felix Bryk 1953. Splendeuptychia abrahami ingår i släktet Splendeuptychia och familjen praktfjärilar. Inga underarter finns listade i Catalogue of Life.